# Lighter (Nathan Dawe-dal)
A Lighter Nathan Dawe brit DJ kislemeze KSI közreműködésével, illetve Ella Henderson meg nem jelölt vokáljával. Digitális letöltésként és streaming platformokon jelent meg 2020. július 24-én a Atlantic Records és a Warner Music Group kiadókon keresztül.
2020. július 24-én megjelent hozzá egy videóklip, amelyben Dawe és KSI kosárlabdázik és futballozik. A Lighter akusztikus verzióján KSI egy teljesen új versszakkal szerepel és 2020. augusztus 28-án jelent meg, egy videóklippel együtt.
A Lightert pozitívan fogadták zenekritikusok, akik méltatták fülbemászó dallamát, KSI energetikus versszakát és a nyár egyik legjobb slágerének nevezték. Harmadik helyig jutott a Brit kislemezlistán, a magyar Single Top 40 listán 15. helyezett lett és további hét országban szerepelt slágerlistákon. 2020 egyik legsikeresebb dala volt az Egyesült Királyságban, platina minősítést kapott a Brit Hanglemezgyártók Szövetségétől (BPI). A 2021-es Brit Awardson jelölték a legjobb brit kislemez kategóriában.

## Háttér
Eredetileg Ella Henderson írta és vette fel a Lightert, amely „balladához hasonló, lassú, klasszikus” volt és „nem illett művészi profiljához.” Henderson elküldte Dawe-nak a dalt, aki átdolgozta az énekesnő hangját és átalakította egy house dallá. Hendersonnak tetszett a dal és sok sikert kívánt vele Dawe-nak. A DJ úgy érezte, hogy szerepelnie kéne rajta egy brit rappernek. Kapcsolatba lépett KSI-jal, aki azonnal igent mondott. KSI londoni otthonában írta meg versszakát, amely „egy pár órába telt”, míg a felvételek kevesebb, mint egy óráig tartottak. Dawe ekkor nem lehetett jelen a stúdióban a Covid19-pandémia miatt, Zoomon követte a történéseket.

## Megjelenés
2020. július 12-én Dawe bejelentette közösségi média oldalain, hogy ki fog ani egy új kislemezt. A dal címe, a közreműködő előadó, az albumborító és a megjelenés időpontja három nappal később lett bemutatva. A borítón Dawe és KSI a videóklip forgatási helyszínén láthatóak, egy piros-fehér háttér előtt. A Lighter digitális letöltésként és streaming platformokon jelent meg 2020. július 24-én a Atlantic Records és a Warner Music Group kiadókon keresztül. Egy nappal később élőben is előadták.
2020. augusztus 21-én bejelentették, hogy meg fog jelenni egy akusztikus verziója a dalnak, amely augusztus 28-án jelent meg, egy videóklippel együtt. Ebben a verzióban már megjelölik Ella Hendersont, mint közreműködő előadó és KSI előadott a dalon egy teljesen új versszakot. Több remixet is kiadtak a dalhoz, az elsőt S-X, brit producer készítette és közreműködik rajta Big Zuu és Window Kid (megjelent: 2020. szeptember 4.), PS1 verziója 2020. szeptember 21-én jelent meg, Shapes pedig 2020. október 9-én adta ki saját feldolgozását. Dawe, KSI és Henderson előadta a Lighert a BBC One Top of the Pops New Year Special műsorán, 2020. december 31-én.

## Év végi listák
| Kiadó        | Lista címe         | Helyezés | For.   |
| ------------ | ------------------ | -------- | ------ |
| Amazon Music | 2020 legjobb dalai | 11       | [ 14 ] |
| The Guardian | 2020 legjobb dalai | szerepel | [ 15 ] |

## Videóklip
A Lighter videóklipjét Troy Roscoe rendezte és Londonban forgatták 2020. június 20-án. 2020. július 24-én jelent meg KSI YouTube csatornáján. Egy héttel később KSI kiadott egy reakcióvideót, amelyben Dawe és ő megnézik a klipet. 2020. augusztus 7-én Dawe csatornáján jelent meg egy videó, amelyben bemutatták, hogyan készült a klip.
A videóklip elején Dawe, KSI, S-X és Window Kid pókereznek. Ezt követően egy nagyon magabiztos KSI kihívja a többieket és elmondja nekik, hogy bármilyen sportban legyőzné őket, amely következtében kosárlabdázni és futballozni kezdenek. Egy fiatal nő megérkezéséig nagyon rosszul játszanak, amelyet követően egyre jobbak lesznek, ahogy telik az idő. Dawe a következőt mondta róla: "Egy nagyon szórakoztató projekt volt. Nagyon vicces nap volt. Az összes reakció, amely a klipben látható, őszinte volt."

## Díjak és jelölések
| Év   | Díjátadó        | Díj                   | Eredmény | For.   |
| ---- | --------------- | --------------------- | -------- | ------ |
| 2020 | Amazon Music UK | Legjobb dal           | Elnyerte | [ 22 ] |
| 2021 | BRIT Awards     | Legjobb brit kislemez | Jelölve  | [ 23 ] |

## Közreműködő előadók
A Tidal adatai alapján.
- Nathan Dawe – producer, dalszerző, programozás
- KSI – dalszerző, vokál
- Ella Henderson – dalszerző, vokál
- Tre Jean-Marie – producer, dalszerző, basszusgitár, dobok, hangmérnök, keverés, zongora, programozás, szintetizátor
- Jonny Lattimer – dalszerző
- Adam Lunn – hangmérnök
- Kevin Grainger – master

## Slágerlisták
| Slágerlista (2020)                        | Legmagasabb pozíció |
| ----------------------------------------- | ------------------- |
| Belgium (Ultratop Flanders Dance)         | 48                  |
| Brit kislemezlista (OCC)                  | 3                   |
| Brit Dance-lista (OCC)                    | 2                   |
| Csehország (Rádio Top 100)                | 37                  |
| Euro Digital Song Sales (Billboard)       | 3                   |
| Global Excl. US (Billboard)               | 178                 |
| Horvátország (HRT)                        | 49                  |
| Írország (IRMA)                           | 8                   |
| Magyarország (Single Top 40)              | 15                  |
| New Zealand Hot Singles (RMNZ)            | 17                  |
| Skócia (OCC)                              | 1                   |
| US Hot Dance/Electronic Songs (Billboard) | 18                  |

| Slágerlista (2020)        | Pozíció |
| ------------------------- | ------- |
| Brit kislemezlista (OCC)  | 40      |
| Brit Download-lista (OCC) | 32      |
| Brit Dance-lista (OCC)    | 5       |

## Minősítések
| Régió                    | Minősítés | Példányszám |
| ------------------------ | --------- | ----------- |
| Egyesült Királyság (BPI) | Platina   | 600,000     |

## Kiadások
| Régió              | Dátum                | Formátum(ok)                     | Verzió megnevezése | Kiadó               |
| ------------------ | -------------------- | -------------------------------- | ------------------ | ------------------- |
| Világszerte        | 2020. július 24.     | - digitális letöltés - streaming | Original           | - Atlantic - Warner |
| Egyesült Királyság | 2020. július 24.     | kortárs slágerrádió              | Original           | - Atlantic - Warner |
| Világszerte        | 2020. augusztus 28.  | - digitális letöltés - streaming | Acoustic           | - Atlantic - Warner |
| Világszerte        | 2020. szeptember 4.  | - digitális letöltés - streaming | S-X Remix          | - Atlantic - Warner |
| Világszerte        | 2020. szeptember 21. | - digitális letöltés - streaming | PS1 Remix          | - Atlantic - Warner |
| Világszerte        | 2020. október 9.     | - digitális letöltés - streaming | Shapes Remix       | - Atlantic - Warner |